# 메니스커스

A: 오목한 모양의 메니스커스.
B:볼록한 모양의 메니스커스.

메니스커스는 모세관 속에 있는 액체의 표면이 표면장력에 의해 주위가 중앙에 비해 곡면을 형성한 모습을 의미한다. 올라간 모습도 있고 내려간 모습도 있으며, 액체간 상호작용, 액체와 관벽과의 상호작용의 크기 차이에 의해 형성된다.

## 모세관 현상
메니스커스는 모세관 현상으로 나타나며, 표면 장력에 의해 오목한 면이 형성되거나 볼록한 면을 형성한다. 이러한 현상은 식물의 증산작용에서도 볼 수 있다.

## 측정 방법
액체로 채워진 메스실린더 등에서 눈금을 판독할 때, 정확한 측정을 위해 메니스커스를 고려해야 한다. 일반적으로 메니스커스를 읽을 때 위로 볼록한 경우 최상부를 읽고, 아래로 패인 경우엔 최하부를 읽는다. 

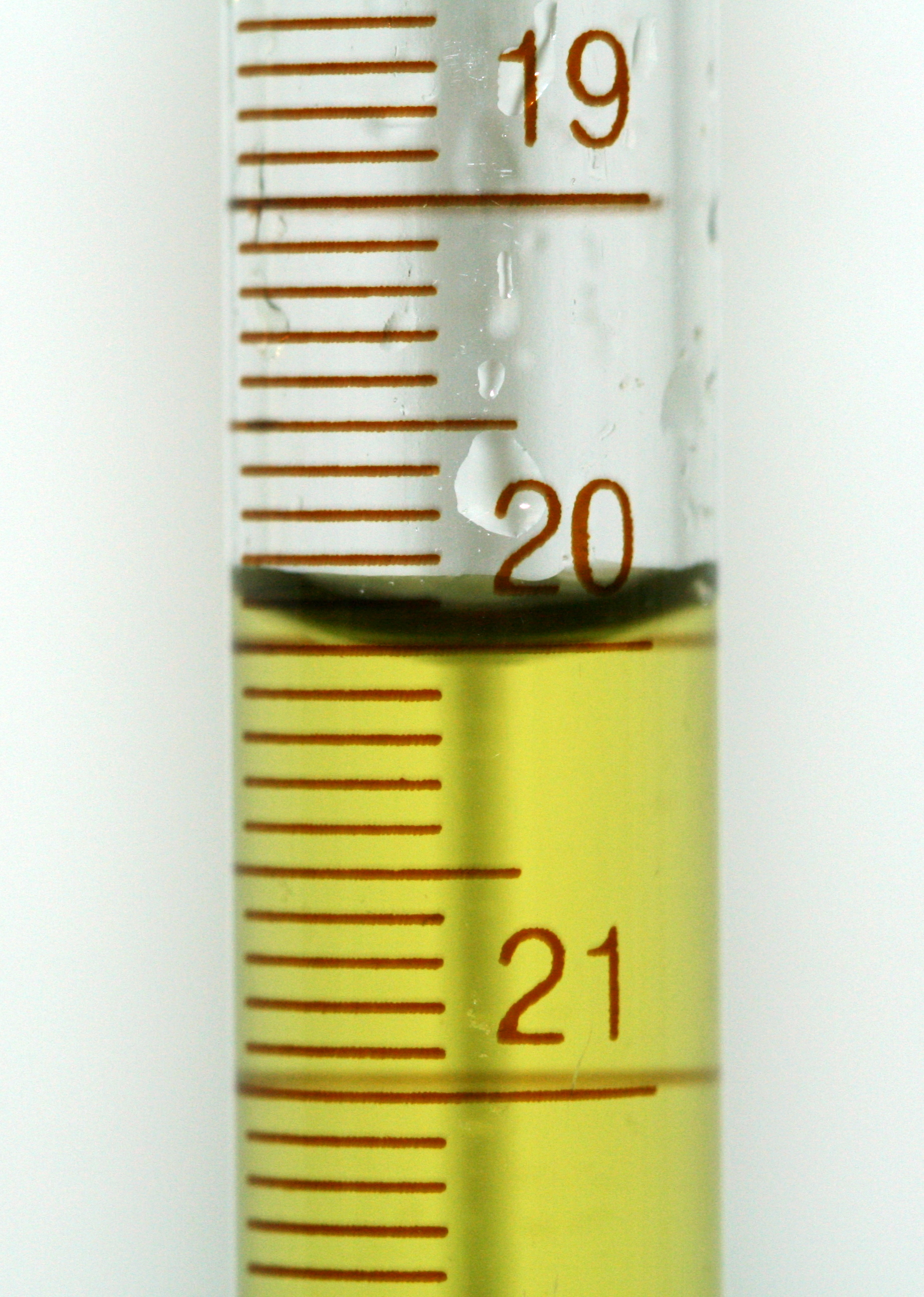
뷰렛에 담긴 용액의 메니스커스.
다음과 같은 경우에는 아래로 볼록하기 때문에 최하부를 읽어야 한다. 따라서 20mL 이다